# Леонарда Чіанчуллі
Леонарда Чанчуллі (італ. Leonarda Cianciulli; 18 квітня 1894 — 15 жовтня 1970) — італійська серійна вбивця і канібал, визнана винною у вбивстві в 1939—1940 роках трьох жінок і засуджена за це до 33 років позбавлення волі. Померла у в'язниці.

## Біографія
Леонарда Чанчуллі народилася 18 квітня 1894 року в місті Монтелла (провінція Авелліно, Королівство Італія). У підліткові роки двічі намагалася накласти на себе руки, а також відрізнялася асоціальною поведінкою, її двічі заарештовували поліцейські вперше в 1912 році за крадіжку, вдруге в 1919 році за бійку з іншою жінкою, в ході якої Чанчуллі легко поранила суперницю кинджалом. У 1917 році, незважаючи на несхвалення батьків, одружилася з державним службовцем Рафаелем Пансарді. У 1921 році пара переїхала в рідне місто Пансарді — Лаурію.
Там Леонарда зарекомендувала себе серед сусідів як сварлива та імпульсивна жінка, яка відрізнялася схильністю до особистої наживи, внаслідок чого в 1927 році Чанчуллі була засуджена за шахрайство до 11 місяців ув'язнення та штрафу 350 лір. Після звільнення пара переїхала в містечко Лачедонія, де Рафаелль отримав призначення на посаду клерка до місцевого РАЦСу . Проте в 1930 році їхній будинок був практично повністю зруйнований внаслідок землетрусу в Ірпінії і сім'я на той момент вже з малолітніми дітьми, отримавши матеріальну компенсацію від держави, переїхала до міста Корреджо (провінція Реджо-Емілія), де Рафаель продовжив працювати з місячною зарплатою в 850 лір, якої ледве вистачало, щоб звести кінці з кінцями, внаслідок чого він почав все частіше прикладатися до пляшки.
У свою чергу Леонарда на гроші, отримані від держави як компенсацію, відкрила невеликий приватний магазин з продажу одягу та меблів, який незабаром починав приносити стабільний дохід. Крім того, Чанчуллі також почала надавати місцевим жителям послуги астролога та ворожки, та швидко почала користуватися повагою. У шлюбі Чанчуллі завагітніла 17 разів, але лише четверо дітей дожили до повноліття. Внаслідок чого, маючи психологічну травму, Чанчуллі гіперопікала своїх дітей, що вижили.

## Передумови серії вбивств
До 1939 року Рафаелле Пансарді, остаточно спившись втратив роботу, а незабаром залишив родину. У той же час за власним визнанням Чанчуллі вона зустріла «провидця», який передбачив їй, що всі її діти «помруть молодими», а сама вона «закінчить життя у в'язниці». На той момент у Чанчуллі було четверо дітей, молодша донька відвідувала початкову школу, молодший син старшу школу, середній та старший сини навчалися в університеті.
Незабаром після початку Другої світової війни, дізнавшись про те, що її старшого сина Джузеппе студента Міланського університету збираються призвати в армію, очевидно, у неї стався психічний розлад, у результаті чого Чанчуллі вирішила, що «тільки людські жертви магічним силам допоможуть уникнути цього».

## Серія вбивств
Першою жертвою Леонарди Чанчуллі стала 70-річна малограмотна стара діва Фаустіна Сетті, яка звернулася до вбивці з проханням допомогти їй знайти чоловіка. Чанчуллі, заявивши своїй першій жертві, що в неї є підходящий кандидат, який нібито проживає в містечку Пула (острів Сардинія), взяла у жінки плату в сумі 30 000 лір і сказала нікому не розповідати про «майбутній шлюб», нібито щоб не викликати заздрість і пристріт. Крім того, вона попросила Сетті написати кілька листів своїм родичам про те, що вона поїхала, щоб вступити в шлюб і в неї все добре, що було виконано. У день передбачуваного від'їзду на Сардинію 17 грудня 1939 Чанчуллі опоїла вином з підмішаним до нього снодійним зайшла до неї за останніми інструкціями Сетті, після чого зарубала сплячу сокирою. Потім, розчленувавши тіло, позбавилася частини останків, а з крові зробила шоколадні кекси, які за власним зізнанням їла сама і пригощала ними своїх дітей і гостей.
Другою жертвою Чанчуллі стала 62-річна безробітна вчителька Франческа Соаві, яка звернулася до вбивці з проханням допомогти їй знайти роботу за спеціальністю. Чанчуллі заявила своїй другій жертві про те, що знайшла для неї вакантне місце в школі-інтернаті для дівчаток у місті П'яченца, взявши із Соаві 3000 лір, також наказала нікому не розповідати про майбутній переїзд і заготовити для родичів та знайомих листи про те, що вона поїхала в інше місто працювати і в неї все добре. Їх вона відправляла пізніше. Нарешті, як у випадку з першою жертвою, 5 вересня 1940 року Чанчуллі обпоїла вином зі снодійним Соаві, що зайшла до неї за останніми інструкціями, а потім зарубала жінку сокирою. Тіло, як і в першому випадку, розчленувала, частини останків позбулася, а з решти останків зварила мило, яке продавала сусідам і знайомим.
Через кілька тижнів після цього Джузеппе — старший син Леонарди — за її наказом з'їздив до П'яченци, звідки направив листи, написані вбитою Франческою Соаві її родичами.
Останньою жертвою Чанчуллі стала 59-річна Вірджинія Качіоппо, колишня оперна співачка, якій Чанчуллі запропонувала престижне місце роботи секретарки впливової людини у Флоренції. Так само, як і у випадках з попередніми жертвами, Чанчуллі наказала Качіоппо нічого не говорити знайомим і рідним про майбутню роботу та заготовити для них листи, які потрібно надіслати жінкою безпосередньо після приїзду до Флоренції. Проте остання жертва серійної вбивці не дотрималася обіцянки, проговорившись про переїзд своєї сестри, що і стало зрештою фатальною обставиною. У передбачуваний день від'їзду до Флоренції — 30 листопада 1940 року — Качіоппо, як і попередні жертви зайшла до Чанчуллі за останніми інструкціями. Та обпоївши її вином з підмішаним снодійним, зарубала сонну жінку сокирою, після чого розчленувала тіло і з частини останків зварила мило.

## Арешт, суд, смерть
Наприкінці 1940-го року по місту стали поширюватися чутки про таємниче та безслідне зникнення трьох жінок, у тому числі останньої жертви Віргінії Качіоппо. Об'єднувало всіх жінок лише знайомство з Леонардою Чанчуллі. У січні 1941 року мер міста стурбований чутками після заяви сестри Віргінії Качіоппо про її зникнення після передбачуваного переїзду, доручив начальнику місцевої поліції на прізвище Серанно розпочати розслідування. Підозри негайно впали на Леонарду Чанчуллі, проте вона заперечувала всі звинувачення. Утім 3 березня 1941 року серійну вбивцю затримали за підозрою в причетності до зникнення в минулому відомої співачки Верджинії Качіоппо. Невдовзі також було заарештовано і старшого сина Чанчуллі — Джузеппе Пансарді, і лише після цього жінка почала давати свідчення.
За словами очевидців, Чанчуллі на допитах була абсолютно спокійною, розповідала про вбивства без каяття, і лише всіляко намагалася домогтися звільнення сина. Усього Чанчуллі зізналася у трьох убивствах, пограбуванні жертв, розчленуванні їх тіл та вживанні їх у їжу. Слідство тривало понад 5 років. Судовий процес відбувався з 12 червня до 20 липня 1946 року. Зрештою Леонарда Чанчуллі була визнана винною у вбивстві трьох людей, оскверненні останків і пограбуванні жертв і засуджена до 33-х років позбавлення волі, з яких перші 3 роки вона повинна була провести в психіатричній лікарні, оскільки психіатри заявили про психіатричні відхилення, що було діагностовано у жінки.. Проте вона була визнана достатньою мірою осудною для несення кримінальної відповідальності. Крім того, Чанчуллі мала виплатити родичам жертв 15 000 лір. Слідство дійшло висновку, що злочини Чанчуллі здійснила з корисливих мотивів, проте подальші дії здійснювалися лише з метою приховування слідів злочину.
Крім того, у справі Леонарди Чанчуллі обвинуваченими проходили також її старший син — Джузеппе Пансарді та священик місцевої церкви Адельмо Фраттіні, через якого жінка за допомогою знайомих переправляла листи від вбитих їхнім родичам. Проте Фраттіні було виправдано, оскільки суд встановив, що священик не знав про долю жінок. Однак, Пансарді був визнаний винним у співучасті у приховуванні слідів злочинів та засуджений до 5 років позбавлення волі.
Леонарда Чанчуллі померла у жіночій в'язниці міста Поццуолі від крововиливу в мозок 15 жовтня 1970 року у віці 76 років, пробувши ув'язнення понад 29 років.
Частина речей, які використовувала Чанчуллі для скоєння злочинів, зокрема котел, у якому вона варила мило з останків своїх жертв, є експонатами музею криміналістики в Римі.

## У культурі

### Кіно
- «Gran bollito» (1977) Мауро Болоньїні
- «La Saponificatrice — Vita di Leonarda Cianciulli» Алессандро Квадретті
- Da Lucia від Роберто Капуччі Blue Suede Shoots
- Леонарда Луки Брінчіотті з Розарією Чіанчіуллі, короткометражний фільм 2015 року

### Театр
- «Любов і магія на маминій кухні» Ліни Вертмюллер
- «Леонарда Чіанчуллі: Історія серійного вбивці» Андреа Пілато